# Kostel svaté Oportuny
Kostel svaté Oportuny (francouzsky Église Sainte-Opportune) je zaniklý katolický kostel v Paříži.

## Zasvěcení
Kostel byl zasvěcen svaté Oportuně, která byla abatyší původem z Normandie a žila v 8. století († 770).

## Umístění
Kostel se nacházel v dnešním 1. obvodu podél ulice Rue Saint-Denis s hlavním vstupem z Rue Courtalon. Kostel dal jméno celé historické čtvrti a rovněž ulicím Rue Sainte-Opportune a Rue des Lavandières-Sainte-Opportune a náměstí Place Sainte-Opportune, které se rozkládá na místě bývalého kostelního ambitu.

## Historie
V pozdní římské době byla severně od tehdejší Lutetie založena kaple Notre-Dame des Bois. V 9. století biskup ze Sées v Normandii, která byla ohrožována nájezdy Vikingů, přenesl ostatky svaté Oportuny do Paříže a uložil je v kapli.
Zázraky přisuzované světici přitahovaly poutníky a Ludvík II. daroval pozemek, kde byl postaven kostel s ambitem, který nahradil kapli. Ludvík VII. věnoval kostelu panství sahající až k Montmartru.
Kostel byl přestavován ve 13. a 14. století. V roce 1792 byl kostel zbořen poté, co byl jako státní majetek rozprodán na stavební materiál.